# Rackety Rax
Rackety Rax est un film américain réalisé par Alfred L. Werker, sorti en 1932.

## Synopsis
Toujours à la recherche d'un angle d'attaque, Knucks McGloin rachète l'hypothèque du Canarsie College, puis redresse la situation de son équipe de football en engageant des voyous et des hooligans comme joueurs et des danseuses de boîte de nuit comme pom-pom girls.
Pour le plus grand match de la saison, presque tout va de travers et le quarterback de Canarsie trahit ses coéquipiers ainsi que son entraîneur, Brick Gilligan, un ancien détenu de Sing Sing. L'athlète renégat révèle ainsi les tactiques de jeu de son équipe aux adversaires. Dès le début du match, des armes sont dégainées des deux côtés et une bombe est lancée au milieu du terrain tandis que des explosions détruisent les voitures des propriétaires des deux équipes dès la fin du match.

## Fiche technique
- Réalisation : Alfred L. Werker
- Scénario : Joel Sayre, Lou Breslow, Ben Markson, Bradley King
- Photographie : L. William O'Connell
- Montage : Robert Bischoff
- Production : Fox Film Corporation
- Pays d'origine : États-Unis
- Durée : 70 min
- Genre : comédie, noir et blanc

## Distribution
- Victor McLaglen : Knucks McGloin
- Greta Nissen : Voine
- Nell O'Day : Doris
- Alan Dinehart : Counsellor Sultsfeldt
- Stanley Fields : Gilatti
- Marjorie Beebe : Mrs. McGloin
- Ivan Linow : Tossilitis
- Allen Jenkins : Mike Dumphy
- Eric Mayne : Dr. Vanderveer
- Vince Barnett : Dutch
- Ward Bond : Brick Gilligan
- Esther Howard : Sister Carrie
- Arthur Pierson : Speed Bennett